# Christopher Del Bosco
Christopher „Chris“ Del Bosco (* 30. März 1982 in Colorado Springs, Colorado) ist ein US-amerikanisch-kanadischer Freestyle-Skier. Er ist auf die Disziplin Skicross spezialisiert. 2011 wurde er Weltmeister.

## Biografie
Del Bosco, der Sohn eines Kanadiers und einer US-Amerikanerin, wuchs in Vail im Bundesstaat Colorado auf. Er zeigte Talent in mehreren Sportarten, vor allem aber im alpinen Skisport, weshalb er ab November 1997 an FIS-Rennen teilnahm und ein Jahr später im Nor-Am Cup debütierte. Er kam jedoch mit der Situation nicht zurecht, trank übermäßig Alkohol und rauchte Marihuana. Wegen Drogenmissbrauchs wurden ihm zwei Juniorenmeistertitel im Skifahren und im Downhill-Mountainbiking aberkannt, woraufhin der amerikanische Skiverband ihn im Jahr 2000 aus dem Juniorenkader ausschloss. In der Folge kam Del Bosco jahrelang nicht von seiner Alkoholsucht los. Ende 2004 fiel er im Vollrausch in ein Bachbett und brach sich einen Halswirbel – nur weil ein Passant ihn zufälligerweise entdeckte, konnte er rechtzeitig vor dem Tod durch Erfrieren gerettet werden.
Auf Drängen seiner Schwester unterzog sich Del Bosco einer Entziehungskur und begann als Skicrosser wieder ernsthaft Sport zu betreiben. Bei den X-Games gewann er die Bronzemedaille, wurde danach aber wieder rückfällig. Ein verständnisvoller Richter bewahrte ihn vor einer einjährigen Gefängnisstrafe wegen wiederholten Fahrens in angetrunkenem Zustand und gab ihm eine zweite Chance, die er auch nutzte. Ende 2006 erfuhr ein Verantwortlicher des kanadischen Skiverbandes, dass Del Bosco Doppelbürger sei und bot ihm daraufhin an, für Kanada in der Disziplin Skicross zu starten.
Del Bosco hatte am 12. Januar 2008 seinen ersten Einsatz im Freestyle-Skiing-Weltcup und fuhr in Les Contamines auf den 17. Platz. Er etablierte sich sofort an der Weltspitze und konnte Ende der Saison 2007/08 zwei vierte Plätze als beste Ergebnisse vorweisen. Am 10. Januar 2009 erzielte er wiederum in Les Contamines erstmals einen Podestplatz, der erste Sieg folgte am 6. Februar 2009 in Cypress Mountain. Bei den Weltmeisterschaften 2009 in Inawashiro verpasste er als Vierter nur knapp eine Medaille. In der Saison 2009/10 gewann Del Bosco zwei Weltcuprennen Alpe d’Huez und Lake Placid sowie die Goldmedaille bei den X-Games. Er gehörte vor den Olympischen Winterspielen 2010 zum engeren Favoritenkreis, stürzte aber im Finallauf kurz vor dem Ziel und wurde letztlich Vierter.
In der Saison 2010/11 konnte Del Bosco drei Weltcuprennen für sich entscheiden (Les Contamines, Blue Mountain und Voss), während er bei den X-Games 2011 Zweiter wurde. Bei der Weltmeisterschaft 2011 in Deer Valley gelang ihm mit dem Gewinn der Goldmedaille der bisher größte Erfolg seiner Karriere. Während der Weltcupsaison 2011/12 erzielte er dreimal eine Podestplatzierung, außerdem gewann er zum zweiten Mal das Skicross-Rennen bei den X-Games. Aufgrund einer Verletzung stieg er erst im Februar in die Weltcupsaison 2012/13 ein. Dennoch gelang ihm erneut eine Podestplatzierung, während der bei den Weltmeisterschaften 2013 in Voss auf den sechsten Platz fuhr.
Nachdem die Saison 2013/14 mit einigen enttäuschenden Ergebnissen begonnen hatte, gewann Del Bosco im Januar 2014 in Val Thorens zum siebten Mal ein Weltcuprennen. Hingegen konnte er die hohen Erwartungen bei den Olympischen Winterspielen 2014 in Sotschi nicht erfüllen und fuhr lediglich auf den 17. Platz. Ebenfalls enttäuschend verlief die Weltcupsaison 2014/15, in der er nur drei Top-10-Ergebnisse vorzuweisen hatte. Zu Beginn der Weltcupsaison 2015/16 konnte Del Bosco im Montafon und in Val Thorens zwei weitere Weltcuprennen gewinnen. Hinzu kamen drei weitere Podestplätze. Den möglichen Sieg in der Disziplinenwertung vergab er durch unkonstante Leistungen in der Saisonmitte.
Fünf weitere Top-10-Platzierungen, darunter ein zweiter Platz im letzten Rennen kamen in der Weltcupsaison 2016/17 hinzu. Zum Auftakt der Weltcupsaison 2017/18 gewann Del Bosco das Rennen in Val Thorens, was gleichbedeutend mit seinem zehnten Weltcupsieg war. Bei den Olympischen Winterspielen in Pyeongchang kam er in der Qualifikation für den Hauptbewerb schwer zu Sturz und erlitt einen Beckenbruch sowie vier Rippenbrüche und eine Lungenquetschung.  Im Oktober 2022 gab Del Bosco bekannt wieder für sein Geburtsland, die Vereinigten Staaten von Amerika, zu starten.

## Erfolge

### Olympische Spiele
- Vancouver 2010: 4. Skicross
- Sotschi 2014: 17. Skicross

### Weltmeisterschaften
- Inawashiro 2009: 4. Skicross
- Deer Valley 2011: 1. Skicross
- Voss 2013: 6. Skicross
- Kreischberg 2015: 27. Skicross
- Sierra Nevada 2017: 9. Skicross

### Weltcupwertungen
| Saison  | Gesamt | Gesamt | Skicross | Skicross |
| Saison  | Platz  | Punkte | Platz    | Punkte   |
| ------- | ------ | ------ | -------- | -------- |
| 2007/08 | 25.    | 29     | 6.       | 230      |
| 2008/09 | 7.     | 51     | 2.       | 462      |
| 2009/10 | 6.     | 50     | 2.       | 547      |
| 2010/11 | 7.     | 56     | 2.       | 615      |
| 2011/12 | 10.    | 40     | 4.       | 396      |
| 2012/13 | 101.   | 11     | 24.      | 112      |
| 2013/14 | 49.    | 22     | 12.      | 241      |
| 2014/15 | 50.    | 20     | 16.      | 219      |
| 2015/16 | 11.    | 46,17  | 2.       | 554      |
| 2016/17 | 58.    | 22,71  | 12.      | 318      |
| 2017/18 | 80.    | 17,70  | 17.      | 177      |
| 2018/19 | 95.    | 14,00  | 22.      | 154      |
| 2019/20 | 107.   | 11,73  | 20.      | 129      |

### Weltcupsiege
Del Bosco errang im Weltcup bisher 26 Podestplätze, davon 10 Siege:
| Nr. | Datum             | Ort              | Land       |
| --- | ----------------- | ---------------- | ---------- |
| 1   | 6. Februar 2009   | Cypress Mountain | Kanada     |
| 2   | 13. Januar 2010   | Alpe d’Huez      | Frankreich |
| 3   | 24. Januar 2010   | Lake Placid      | USA        |
| 4   | 16. Januar 2011   | Les Contamines   | Frankreich |
| 5   | 11. Februar 2011  | Blue Mountain    | Kanada     |
| 6   | 19. März 2011     | Myrdalen-Voss    | Norwegen   |
| 7   | 16. Januar 2014   | Val Thorens      | Frankreich |
| 8   | 5. Dezember 2015  | Montafon         | Österreich |
| 9   | 11. Dezember 2015 | Val Thorens      | Frankreich |
| 10  | 7. Dezember 2017  | Val Thorens      | Frankreich |

Hinzu kommt ein Podestplatz in einem Mixed-Wettbewerb.

### X-Games
- Sieger X-Games 2010 und 2012
- 3. Platz X-Games 2006
- 2. Platz X-Games 2011 und 2016

### Weitere Erfolge
- 1 Podestplatz im Australian New Zealand Cup
- 3 Siege im Nor-Am Cup
- 3 kanadische Skicross-Meistertitel (2011, 2015, 2016)